# Banaripara Upazila
Banaripara Upazila är ett underdistrikt i Bangladesh. Det ligger i den södra delen av landet, 110 kilometer söder om huvudstaden Dhaka. 
Trakten runt Banaripara Upazila består till största delen av jordbruksmark. Runt Banaripara Upazila är det mycket tätbefolkat, med 1 361 invånare per kvadratkilometer.